# Online verkoopplatform
Een online verkoopplatform is een internetwinkel die zich als tussenhandelaar beperkt tot doorverkoopactiviteiten van derden aan consumenten. Deze derden zijn meestal fabrikanten of groothandels, maar kunnen ook particulieren zijn. Deze manier van handel is door het internet in opkomst.
Voordeel voor de klant is dat er keuze is uit een zeer groot aanbod van artikelen, maar nadeel kan zijn dat de tussenpersoon geen verantwoordelijkheid neemt voor eventuele gebreken aan een product (garantie), maar hiervoor doorverwijst naar de fabrikant of groothandel. Voorbeelden van deze handelswijze zijn: bol.com, Amazon, AliExpress, Shapeways en Vinted. Vanwege de verwarring die bij de consument kan ontstaan voor wie verantwoordelijk is voor de deugdelijkheid van een product, wordt het noodzakelijk geacht dat hiervoor aanpassingen in de wet noodzakelijk zijn.
Hierdoor zou de consument beter beschermd worden. Voorts kan het zijn dat de koper een verkeerd product krijgt geleverd, omdat het aangeboden product is vervangen. Ook kan het zijn dat de verkoper zijn betaling niet krijgt.